# Věra Flasarová
Věra Flasarová (ur. 19 grudnia 1952 w Ostrawie) – czeska polityk, działaczka komunistyczna, deputowana do Parlamentu Europejskiego VI (2004–2009) i VII kadencji (2014).

## Życiorys
Studiowała nauki ekonomiczne w Wyższej Szkole Górniczej w Ostrawie, a następnie nauki polityczne w Moskwie. Od 1977 do 1982 pracowała w hucie stali w Witkowicach. Później pełniła różne funkcje polityczne w ramach partyjnej organizacji młodzieżowej i Komunistycznej Partii Czechosłowacji.
Po rozpadzie Czechosłowacji pozostała aktywistką Komunistycznej Partii Czech i Moraw. Zasiadała w sejmiku kraju morawsko-śląskiego.
W wyborach w 2004 uzyskała mandat posłanki do Parlamentu Europejskiego z ramienia Komunistycznej Partii Czech i Moraw. Przystąpiła do grupy Zjednoczonej Lewicy Europejskiej i Nordyckiej Zielonej Lewicy, pracowała w Komisji Kultury i Edukacji oraz w Komisji Praw Kobiet i Równouprawnienia. W PE zasiadała do 2009, bez powodzenia ubiegała się o reelekcję. Mandat eurodeputowanej VII kadencji objęła jednak w 2014, kiedy to na kilka miesięcy przed końcem kadencji zastąpiła Vladimíra Remka.